# Ulica Ciepła we Wrocławiu

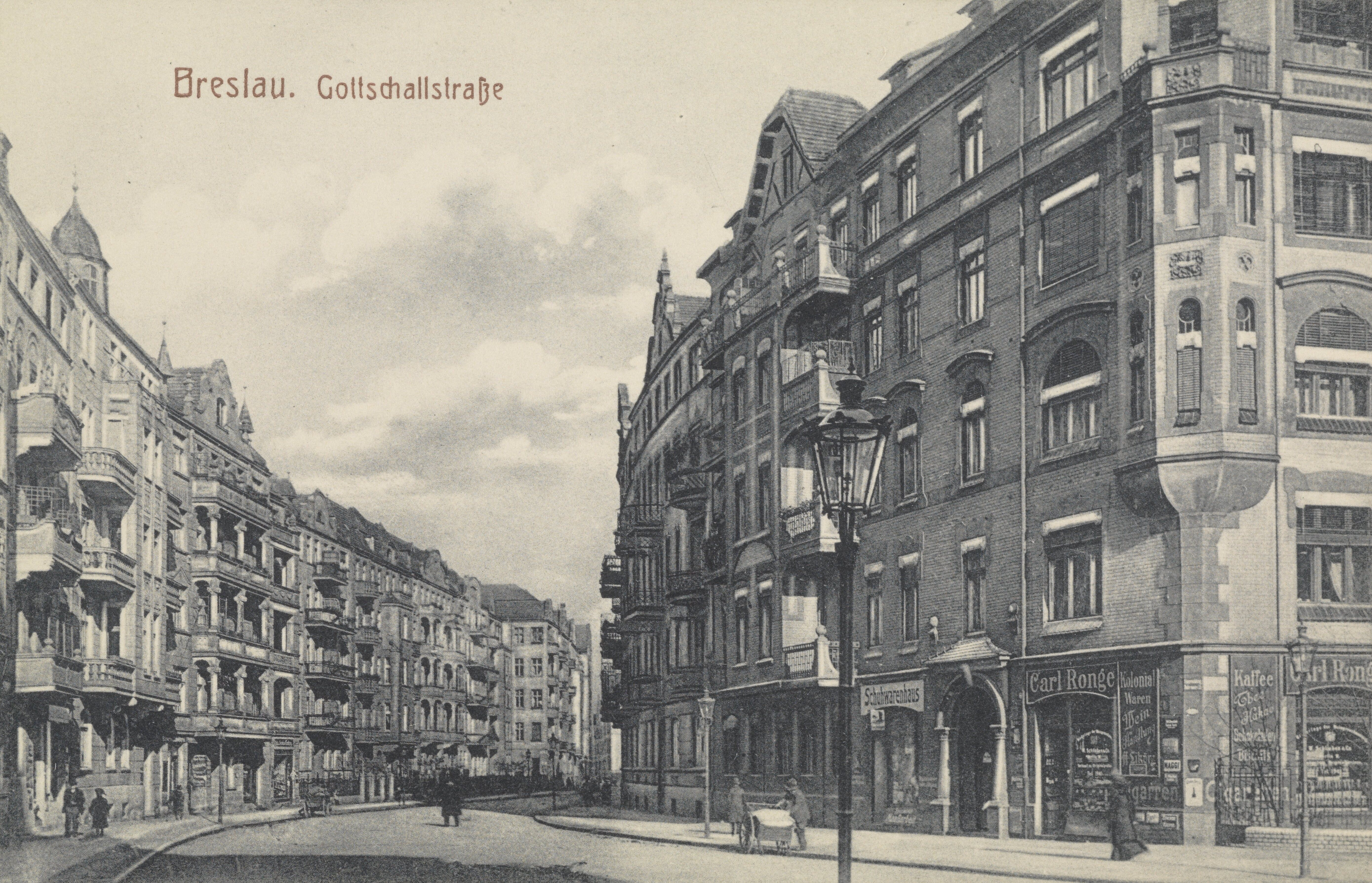
Ul. Ciepła około 1910 r.u-hc

Ulica Ciepła – ulica położona we Wrocławiu na osiedlu Huby, w dawnej dzielnicy Krzyki. Ma 210 m długości i biegnie od ulicy Glinianej na przedłużeniu ulicy Joannitów w kierunku ulicy Wesołej, lecz formalnie nie ma z tą ulicą połączenia pozostając sięgaczem. Ulica przebiega przez obszar wpisany do gminnej ewidencji zabytków pod pozycją Huby i Glinianki, którego historyczny układ urbanistyczny podlega ochronie. Ponadto przy ulicy i w najbliższym otoczeniu znajdują się obiekty wpisane do gminnej ewidencji zabytków. Przed II wojną światową ulica Ciepła biegła od ulicy Glinianej do ulicy Przestrzennej lecz w wyniku powstania w okresie powojennym nowej zabudowy, ulica ta została skrócona i dziś stanowi sięgacz.

## Historia
Obszar osiedla Huby przez który przebiega ulica Ciepła został włączony w granice miasta w 1868 r.. W 1901 r. ulica jeszcze nie istniała, natomiast istniała już w 1926 r. na całej swojej długości od ulicy Glinianej (Lehmgrubenstrasse) do ulicy Przestrzennej (Goethestrasse), w całości zabudowana zarówno w pierzei wschodniej jak i zachodniej. Najwięcej budynków powstało tu w latach 1900-1910, kiedy to zabudowano obie strony ulicy Ciepłej. Powstało tu wówczas 34 budynki. Na końcu ulicy przy zbiegu z ulicą Przestrzenną i Borowską istniał wówczas skwer. Numeracja adresowa budynków obejmowała po stronie zachodniej numery od 1 do 35, a po stronie wschodniej numery od 2 do 36.
W rejonie osiedla Huby pod koniec II wojny światowej, podczas oblężenia Wrocławia w 1945 r., prowadzone były działania wojenne. Front dotarł do ulicy Przestrzennej (Goethego), około 25–26 marca 1945 r. Trwały tu zacięte i bezpardonowe walki niemal o pojedyncze budynki. W wyniku tych działań znaczna część zabudowy uległa zniszczeniu, choć niektórzy autorzy publikacji wskazują, że w tym rejonie miasta bardzo dużo zniszczeń było wynikiem podpaleń dokonanych przez żołnierzy Armii Radzieckiej dokonanych po zdobyciu tego obszaru.
Odbudowę i nową zabudowę w tej części miasta rozpoczęto w latach 50. XX wieku i kontynuowano w latach 60. XX wieku w ramach budowy osiedla mieszkaniowego „Huby”. Część zabudowy ulicy została zachowana dzięki przywróceniu nadających się jeszcze do eksploatacji kamienic do stanu pozwalającego na ich użytkowanie. Z kolei w ramach budowy osiedla Huby, oprócz typowych bloków wolnostojących budowano także budynki w zabudowie plombowej. Nowa zabudowa zmieniała częściowo układ komunikacyjny osiedla. Przy ulicy Wesołej i Przestrzennej nowa zabudowa przecięła bieg południowego odcinka ulicy Ciepłej, ograniczając tę ulicę do sięgacza ulicy Glinianej. Istniały plany likwidacji ulicy Ciepłej (9.09.1972 r.) i włączenia znajdujących się tu posesji do sąsiednich ulic. Ostatecznie jednak do tego nie doszło. Jednakże dwie kamienice posadowione przy końcu ulicy, niegdyś z adresami przy ulicy Cieplej, po tych zmianach przypisano pod względem adresowym do ulicy Wesołej 6 i 8. Także posesje przy południowym odcinku dawnej ulicy otrzymały adresy przy ulicy Wesołej odpowiednio 11a, 13a i 13b, a sama droga stała się częścią ulicy Wesołej.

## Nazwa
W swojej historii ulica nosiła następujące nazwy:
- Gottschallstrasse, do 7.11.1946 r.[4][7][20]
- Ciepła, od 7.11.1946 r.[1][4][23][24].

Niemiecka nazwa ulicy Gottschallstrasse upamiętniała Rudolfa von Gottschall, urodzonego 30.09.1823 r. we Wrocławiu, zmarłego 21.03.1909 r. w Lipsku, śląskiego poetę. Współczesna nazwa ulicy – ulica Ciepła – została nadana uchwałą Miejskiej Rady Narodowej Wrocławia z dnia 7.11.1946 r. nr 184 i potwierdzona uchwałą Rady Miejskiej Wrocławia z 16.04.1994 r. nr LXXVIII/526/94.

## Układ drogowy
Ulica Ciepła biegnie od ulicy Glinianej na przedłużeniu ulicy Joannitów w kierunku południowym i stanowi sięgacz. Ulica łączy się z następującymi drogami kołowymi:
| Powiązanie   | kierunek | Droga                               | Fotografia       | Opis                |
| ------------ | -------- | ----------------------------------- | ---------------- | ------------------- |
| skrzyżowanie | ↑ ↓      | ulica Joannitów                     |                  | na pierwszym planie |
| skrzyżowanie | ← →      | ulica Gliniana torowisko tramwajowe | w prawo i w lewo |                     |
| sięgacz      | •        | ulica Ciepła                        |                  |                     |

Na końcu ulicy znajduje się budynek przy ulicy Wesołej 10-26, w ramach którego zbudowano przejazdy bramowe przy numerach 14 i 16, umożliwiające połączenie z ulicą Wesołą. Współcześnie jednak stanowią one własność lub współwłasność osób fizycznych, albo osób fizycznych i gminy, w związku z czym przebiegające tu drogi są drogami wewnętrznymi, które stanowią przestrzeni publicznej.

## Drogi przypisane do ulicy
Do ulicy Ciepłej przypisana jest droga gminna (numer drogi 105439D, numer ewidencyjny drogi G1054390264011), która obejmuje ślepą ulicę o długości 210 m. Nawierzchnia ulicy wykonana jest jako brukowana z kamiennej kostki granitowej, z wyjątkiem krótkiego odcinka przy skrzyżowaniu z ulicą Glinianą gdzie zastosowano masę bitumiczną. Ulica przebiega przez teren położony na wysokości bezwzględnej od 119,5 do 121,2 m n.p.m.. Ulica (podobnie jak powiązane z nią pozostałe ulice z wyjątkiem ulicy Glinianej) położona jest w strefie ograniczenia prędkości do 30 km/h. Wskazana jest w ramach tej strefy dla ruchu rowerowego w powiązaniu z ulicą Joannitów i Wesołą. Ulica położona jest na działce ewidencyjnej o powierzchni 4 245 m².

## Zabudowa i zagospodarowanie
Ulica przebiega przez obszar zabudowy śródmiejskiej. Współczesna ulica Ciepła jest w tym obszarze jedynie ulicą osiedlową. Dla tak ukształtowanej ulicy dominującą funkcją zabudowy jest funkcja mieszkalna położonych tu budynków. Są to kamienice, budynki w uzupełniającej zabudowie plombowej. Znajdujące się tu budynki mają od pięciu do ośmiu kondygnacji. Za budynkami przy ulicy Ciepłej 2-24 we wnętrzu międzyblokowym położony jest Rodzinny Ogród Działkowy Bajki.

## Punkty adresowe i budynki
Punkty adresowe przy ulicy Ciepłej (wg stanu na 2021 r.):
- strona zachodnia – numery nieparzyste:
  - ulica Ciepła 7[49]: kamienica[6] mieszkalna (5 kondygnacji)[50]
  - ulica Ciepła 7b: garaże (1 kondygnacja)[51]
  - ulica Ciepła 9-11[52]: budynek mieszkalny (8 kondygnacji)[50], Urząd Pocztowy Wrocław 42[53], sklep[54], apteka[55]
  - ulica Ciepła 9a: budynek przemysłowy  (1 kondygnacja)[56]
  - ulica Ciepła 15[57], 15a[58]: budynek mieszkalny (7 kondygnacji)[59]
  - ulica Ciepła 15b[60]: inny budynek zbiorowego zamieszkania (2 kondygnacji)[61], Dzienny Dom Pomocy "Na Ciepłej"[62]

- strona północna – numery parzyste:
  - ulica Ciepła 2[63], 4[64]: budynek mieszkalny (7 kondygnacji)[65]
  - ulica Ciepła 6[66]: kamienica[6] mieszkalna (6 kondygnacji)[67]
  - ulica Ciepła 8[68]: kamienica[6] mieszkalna (5 kondygnacji)[69]
  - ulica Ciepła 10[70], 12[71], 14[72], 16[73], 18[74], 20[75], 22[76], 22a[77], 24[78]: budynek mieszkalny (6 kondygnacji)[79]
  - ulica Ciepła 10a[80]: budynek handlowo-usługowy (1 kondygnacja)[81]
  - ulica Ciepła 20a[82]: budynek handlowo-usługowy (2 kondygnacje)[83]

## Demografia
Ulica przebiega przez dwa rejony statystyczne, przy czym prezentowane dane są aktualne na dzień 31.12.2020 r.:
| Rejon statystyczny nr | Liczba osób zameldowanych na pobyt stały | Gęstość zaludnienia [os./km²] | Położenie        |
| --------------------- | ---------------------------------------- | ----------------------------- | ---------------- |
| 931650                | 948                                      | 21 273                        | strona zachodnia |
| 931660                | 1 702                                    | 29 681                        | strona wschodnia |

## Ochrona i zabytki
Obszar przez który przebiega ulica Ciepła podlega ochronie i jest wpisany do gminnej ewidencji zabytków pod pozycją Huby i Glinianki. W szczególności ochronie podlega historyczny układ urbanistyczny w rejonie ulic Suchej, Hubskiej, Kamiennej i Borowskiej, wraz z Parkiem Andersa i zajezdnią oraz osiedlem w rejonie ulic Paczkowskiej i Nyskiej kształtowany sukcesywnie w latach 60. XIX wieku oraz w XX wieku i po 1945 r. Stan zachowania tego układu ocenia się na dobry.
Przy ulicy i w najbliższym sąsiedztwie znajdują się następujące zabytki wpisane do gminnej ewidencji zabytków:
| Obiekt, położenie                           | Powstanie, rodzaj ochrony          | Fotografia |
| ------------------------------------------- | ---------------------------------- | ---------- |
| Kamienica ulica Ciepła 6 (strona wschodnia) | około 1905 r. rodzaj ochrony: inny |            |
| Kamienica ulica Ciepła 7 (strona zachodnia) | około 1910 r. rodzaj ochrony: inny |            |
| Kamienica ulica Ciepła 8 (strona wschodnia) | około 1910 r. rodzaj ochrony: inny |            |
| Kamienica ulica Wesoła 6 (strona zachodnia) | około 1905 r. rodzaj ochrony: inny |            |
| Kamienica ulica Wesoła 8 (strona zachodnia) | około 1905 r. rodzaj ochrony: inny |            |

## Baza TERYT
Dane Głównego Urzędu Statystycznego z bazy TERYT, spis ulic (ULIC):
- województwo: DOLNOŚLĄSKIE (02)
- powiat: Wrocław (0264)
- gmina/dzielnica/delegatura: Wrocław (0264011) gmina miejska; Wrocław-Krzyki (0264039) delegatura
- Miejscowość podstawowa: Wrocław (0986283) miasto; Wrocław-Krzyki (0986544) delegatura
- kategoria/rodzaj: ulica
- Nazwa ulicy: ul. Ciepła (03032)[98].